# Académie royale des Sciences, des Lettres et des Beaux-Arts de Belgique
Die Académie royale des Sciences, des Lettres et des Beaux-Arts de Belgique, (dt. Königliche Akademie der Wissenschaften, der Literatur und bildenden Künste von Belgien), abgekürzt auch Académie royale oder ARB, ist die Akademie der Wissenschaften der französischsprachigen Gemeinschaft Belgiens.
Das entsprechende niederländischsprachige Gegenstück heißt Koninklijke Vlaamse Academie van België voor Wetenschappen en Kunsten (KVAB) (Königliche Flämische Akademie Belgiens für Wissenschaften und Künste). Beide Vereinigungen haben ihren Sitz im Brüsseler Palast der Akademien.
2001 gründeten sie eine gemeinsame Kooperationsabteilung, die den Namen The Royal Academies for Science and the Arts of Belgium (RASAB) trägt und neben Niederländisch und Französisch auch Englisch als Verkehrssprache hat. Sie ist in den ehemaligen Stallungen des Palasts der Akademien untergebracht.

## Geschichte
[Ausführlicheres kann hier nachgelesen werden.]
Die Akademie wurde 1769 als „Literarische Gesellschaft“ unter der Schirmherrschaft von Johann Karl Philipp Graf Cobenzl im Auftrag von Kaiserin Maria Theresia und Karl Alexander von Lothringen gegründet.
Mit kaiserlichem Patent vom 16. Dezember 1772 wurde die Gesellschaft zur Caesarea ac Regia Scientiarum et Litterarum Academia Bruxellis (Kaiserlichen und Königlichen Akademie der Wissenschaften und der Literatur in Brüssel), auf Französisch Académie impériale et royale des Sciences et Belles-Lettres de Bruxelles, mit der Verpflichtung der Mitglieder, das geistige Leben und die wissenschaftliche Forschung zu fördern. Seither wird sie oftmals auch als La Thérésienne bezeichnet.
Während der zweiundzwanzig Jahre der französischen Besetzung während der Koalitionskriege und der napoleonischen Zeit war der Betrieb der Akademie am 21. Mai 1794 eingestellt worden. Erst mittels Dekret König Wilhelms I. vom 7. Mai 1816 konnte er wieder aufgenommen werden.
Mit dem Dekret Königs Leopold I. vom 1. Dezember 1845 wurde die Institution reorganisiert, u. a. indem sie in die Abteilungen Wissenschaften und Literatur unterteilt sowie um die Abteilung Bildende Kunst ergänzt wurde. Seither trägt sie den jetzigen Namen.
Im Zuge der belgischen Staatsreform von 1970 wurde die Akademie geteilt, indem die gleichwertige niederländischsprachige Koninklijke Vlaamse Academie van België voor Wetenschappen en Kunsten entstand, während die Organisation unter Beibehaltung der französischen Bezeichnung seit 1. Juli 1971 nur noch für den französischsprachigen Teil Belgiens zuständig ist und Französisch als Verkehrssprache hat.
Die Akademie befindet sich im Palast der Akademien, der ehemaligen Residenz des Prinzen von Oranien. Geplant vom belgischen Architekten Charles Vander Straeten, wurde dieser in den Jahren 1823–1828 im neoklassischen Stil vom belgischen Architekten Tieleman Franciscus Suys gebaut.

## Organisation
Die Académie royale mit 200 ordentlichen Mitgliedern und 200 auswärtigen Mitgliedern ist gegliedert in die drei Abteilungen Wissenschaften, Geistes-, Sozial- und Politikwissenschaften und Künste. Präsident ist Marc Richelle.
Die Akademie ist Mitglied der All European Academies.

## Mitglieder
- Siehe Kategorie:Mitglied der Königlichen Akademie der Wissenschaften und Schönen Künste von Belgien.